# Рибейран-Бранку
Рибейран-Бранку (порт. Ribeirão Branco)  —  муниципалитет в Бразилии, входит в штат Сан-Паулу. Составная часть мезорегиона Итапетининга. Входит в экономико-статистический  микрорегион Капан-Бониту. Население составляет 22 674 человека на 2006 год. Занимает площадь 697,813 км². Плотность населения — 32,5 чел./км².

## История
Город основан 6 сентября 1892 года. 

## Статистика
- Валовой внутренний продукт на 2003 составляет 112.255.083,00 реалов (данные: Бразильский институт географии и статистики).
- Валовой внутренний продукт на душу населения на 2003 составляет 5.099,49 реалов (данные: Бразильский институт географии и статистики).
- Индекс развития человеческого потенциала на 2000 составляет 0,649 (данные: Программа развития ООН).